# Кіяни (Люблінське воєводство)
Кіяни (пол. Kijany) — село в Польщі, у гміні Спічин Ленчинського повіту Люблінського воєводства.
Населення — 732 особи (2011).

## Демографія
Демографічна структура станом на 31 березня 2011 року:
|          | Загалом | Допрацездатний вік | Працездатний вік | Постпрацездатний вік |
| -------- | ------- | ------------------ | ---------------- | -------------------- |
| Чоловіки | 348     | 80                 | 234              | 34                   |
| Жінки    | 384     | 90                 | 209              | 85                   |
| Разом    | 732     | 170                | 443              | 119                  |